# 何英 (越南诗人)
何英（越南语：或），本名何兆英，越南诗人。

## 生平
1916年出生于清化省广昌县广长社东碧村。他的父亲何建勋是广东人，于1890年左右来到越南谋生。他的母亲邓氏文是越南人。从1931年起，他在河内上高中、当私人教师、写诗并为报纸撰稿。1953年他去西贡担任记者，1954年回到河内继续为报纸和诗歌写作。自越南作家协会成立（1957年）以来，他一直是该协会的成员。1991年8月13日因胃出血和肾炎在河内去世。

## 轶事
何英的本名“何兆英”，以粤语音译写为Hồ-Tsìu-Díng，简称Hồ-Díng，可能是因为转写成越南文时，“Hồ-Díng”两个字听起来不太好听，所以就写成了“Hồ Dzếnh”。但文坛人士则戏称他为Hồ Dính，其中“Hồ”有“浆糊”之意，“Dính”可作“黏着”或“黏的”解。甚至有人创造出“黏糊黏糊糊不黏”（Hồ Dính dính hồ hồ chẳng dính）的对联上联，当时有人回以“玉胶胶玉玉不胶”（Ngọc Giao giao ngọc ngọc không giao，玉胶同为越南文人）。另有人对的下联“羽平平羽羽未平”（”，Vũ Bằng也是一位文人），都被评为不够工整。